# Шикарпур
Шикарпур (урд. شڪارپور) је град у Пакистану у покрајини Синд. Према процени из 2006. у граду је живело 160.158 становника.

## Становништво
Према процени, у граду је 2006. живело 160.158 становника.
| 1981.  | 1998.   | 2006.   |
| ------ | ------- | ------- |
| 88.138 | 133.259 | 160.158 |